# Pogłębiarka

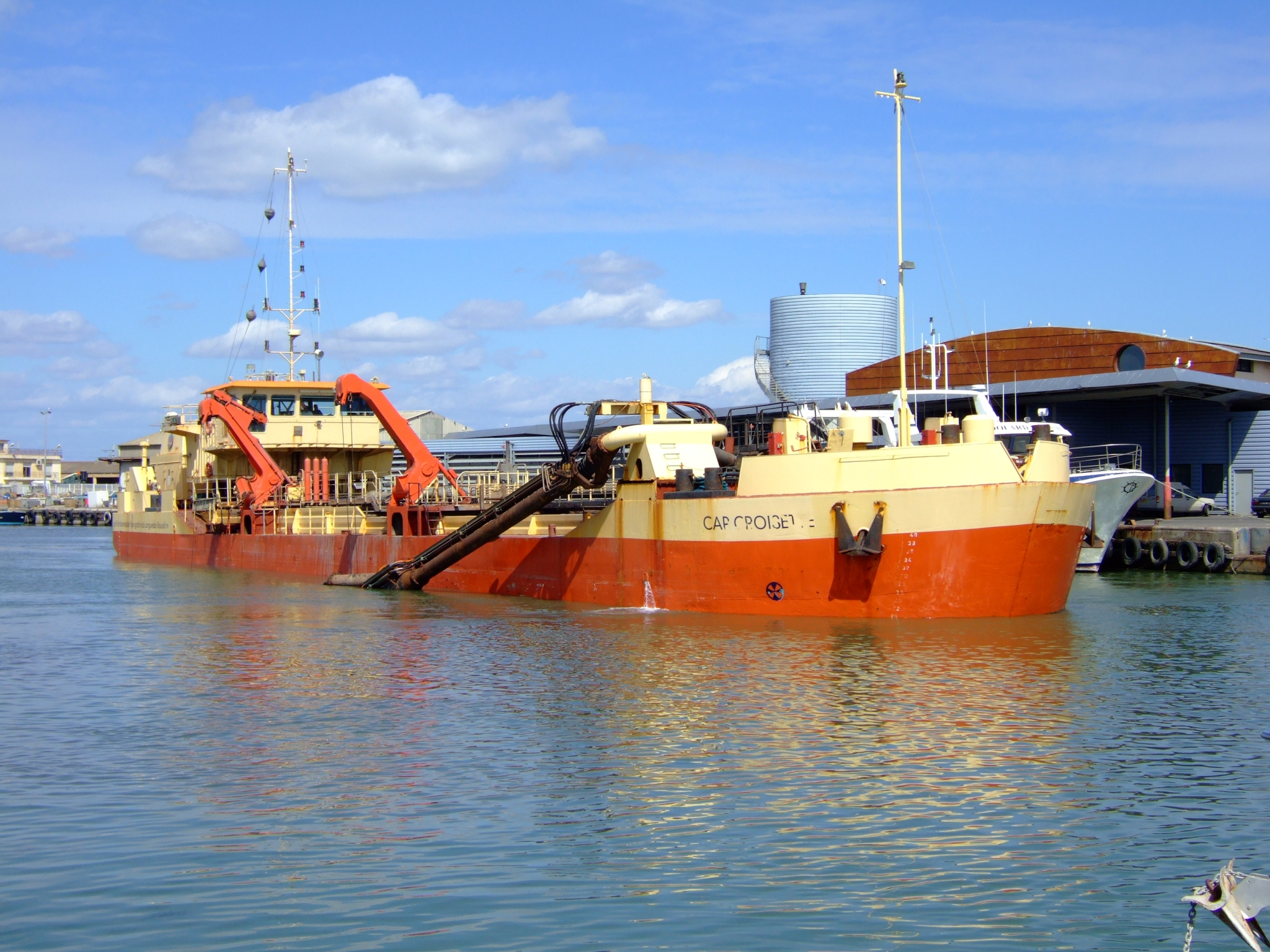
Pogłębiarka we francuskim Port-la-Nouvelle

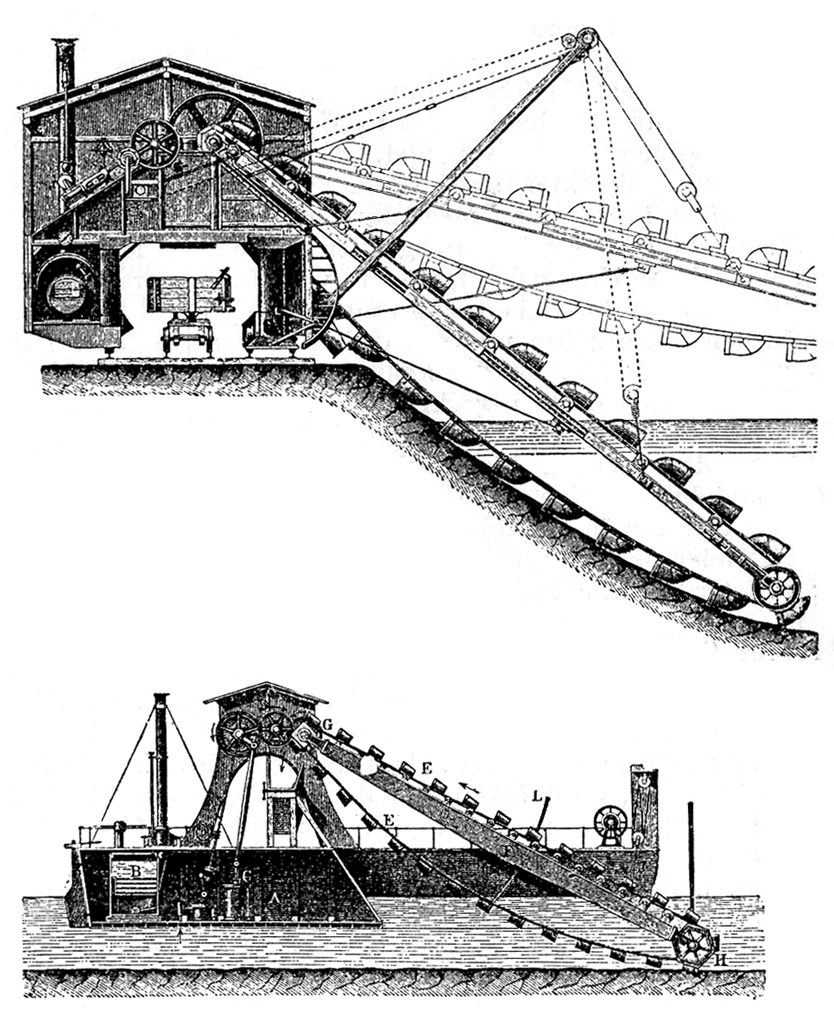
Schemat działania pogłębiarki wieloczerpakowej

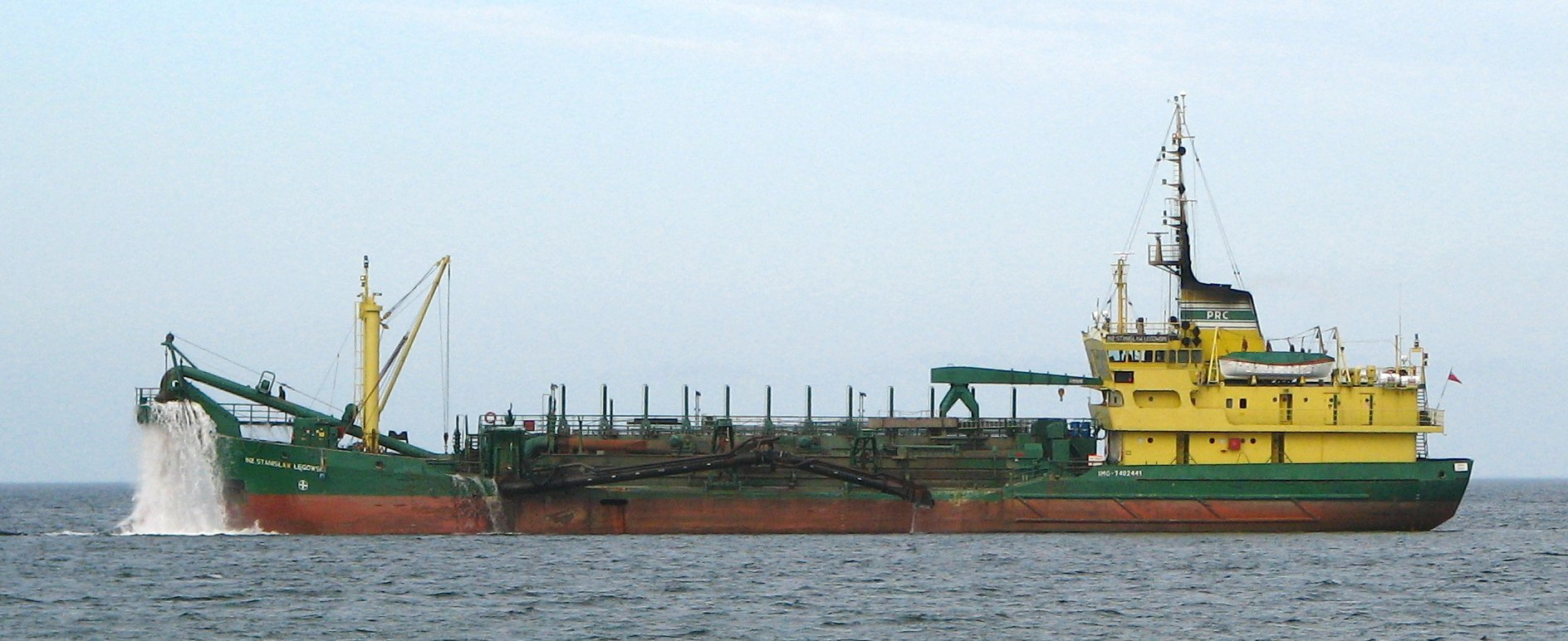
Polska pogłębiarka Inż. Stanisław Łęgowski w czasie pracy

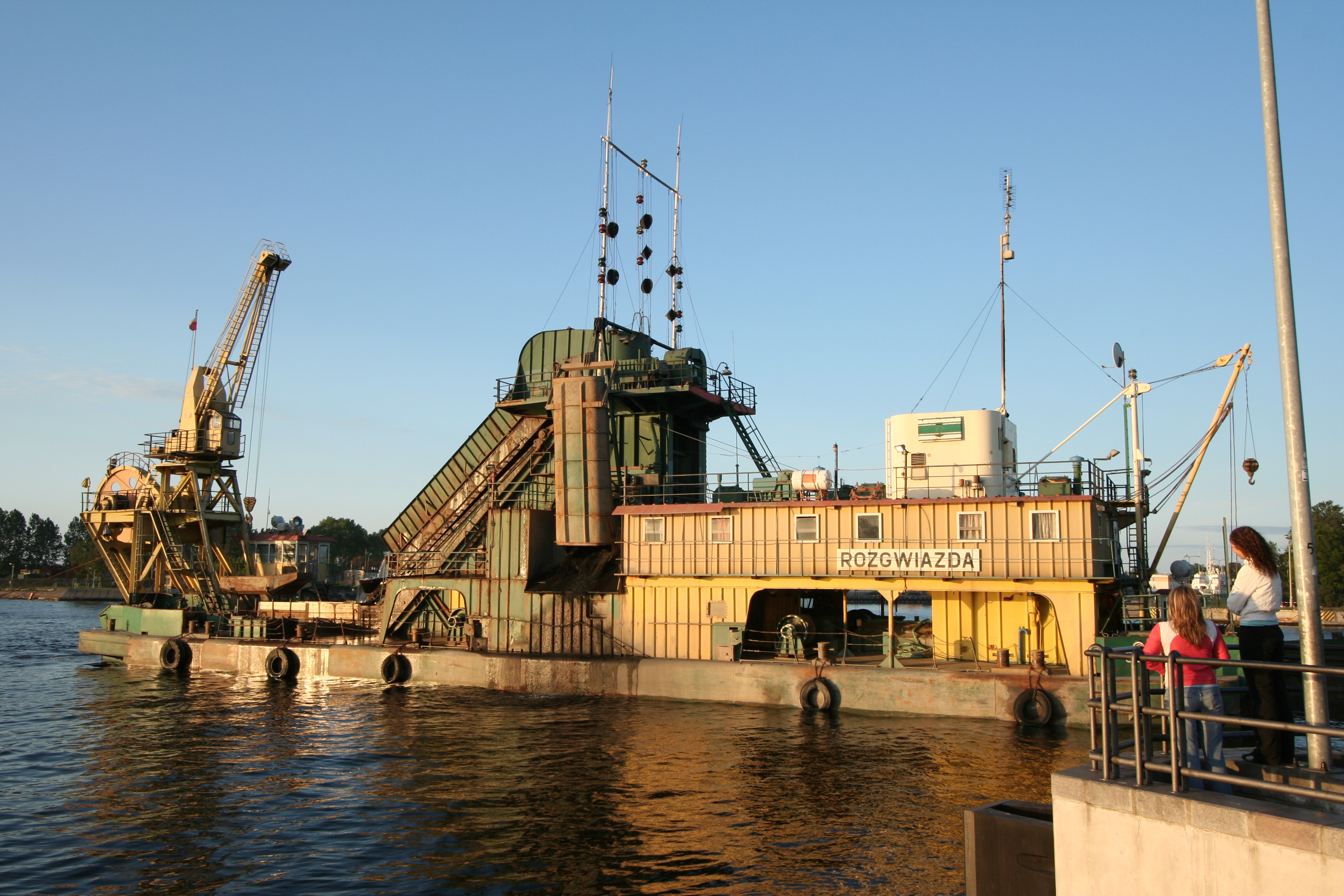
Pogłębiarka Rozgwiazda należąca do PRCiP podczas prac pogłębiarskich przy Nabrzeżu Ziółkowskiego w Porcie Gdańsk - czerwiec 2006 r

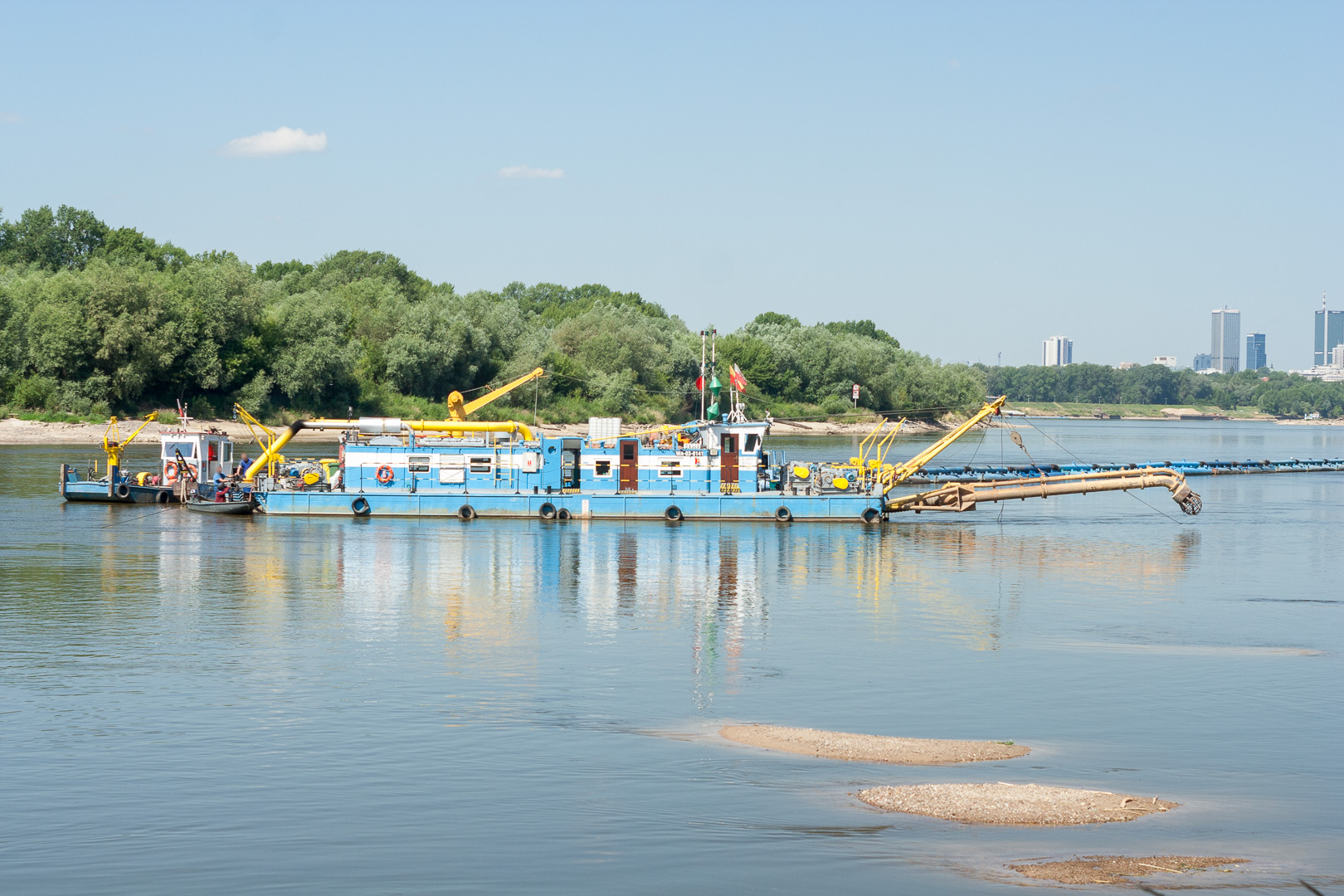
Pogłębiarka ssąco-refulacyjna „Sawa” na Wiśle w Warszawie.

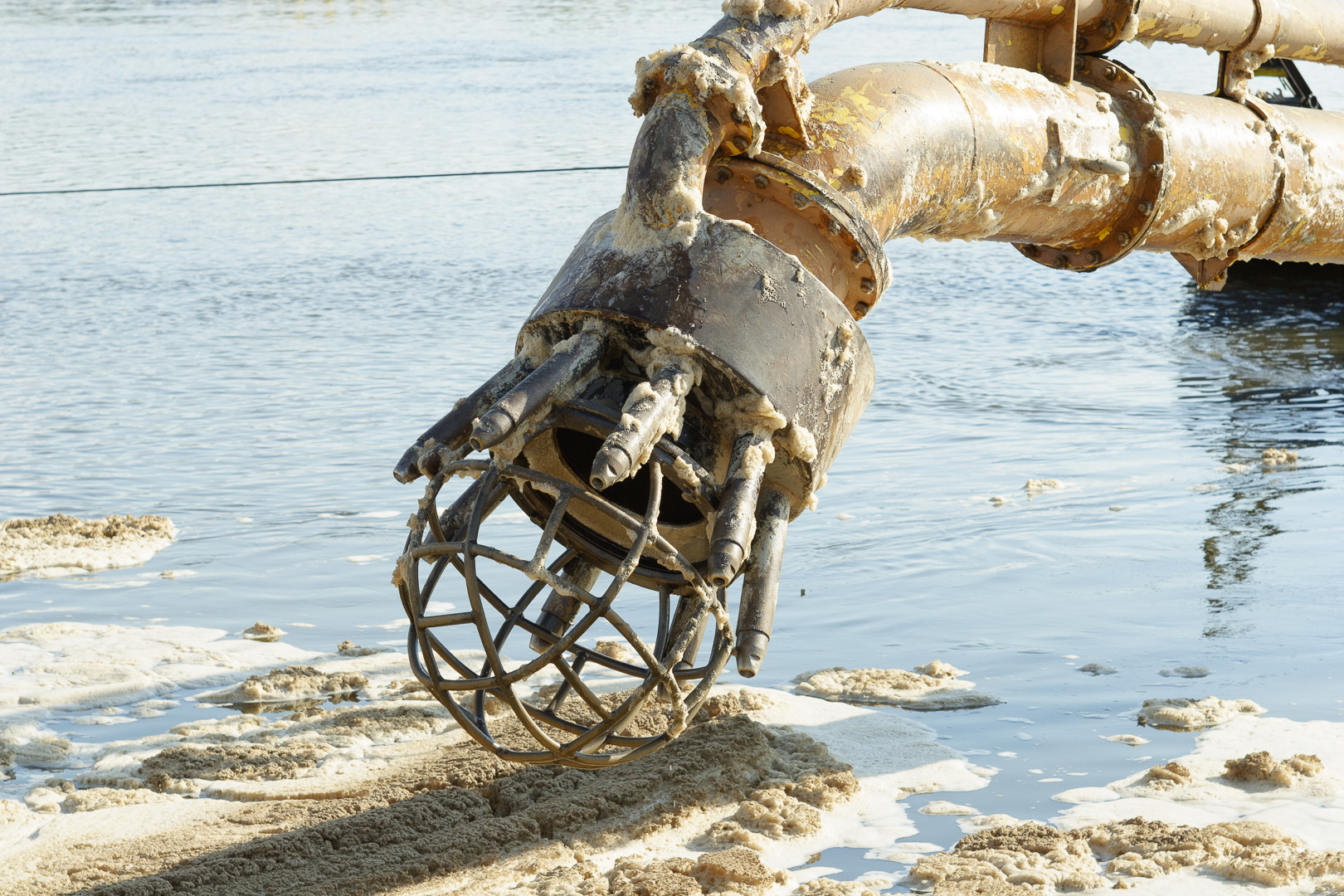
Pogłębiarka „Sawa” - głowica.

Pogłębiarka (bagrownica, draga) – jednostka pływająca, której przeznaczeniem jest pogłębianie akwenów morskich i śródlądowych.

## Podział ze względu na rejon pracy
- pogłębiarki morskie, które cechuje duża dzielność morska; przeznaczone do pracy na pełnym morzu
- pogłębiarki portowe o stosunkowo małej dzielności morskiej; przeznaczone do pracy na akwenach osłoniętych
- pogłębiarki redowe przeznaczone do pracy na akwenach przybrzeżnych, np. na kotwicowiskach i redach
- pogłębiarki śródlądowe przeznaczone do pracy na rzekach, kanałach itp. akwenach; często bez własnego napędu

## Podział ze względu na metodę pogłębiania
- pogłębiarki chwytakowe: operacja pogłębiania odbywa się za pomocą chwytaka linowego. Pogłębiarki chwytakowe typu morskiego zwykle posiadają własny napęd i kadłub typowego statku, na którego dziobie zainstalowany jest obrotowy dźwig chwytakowy a śródokręcie przeznaczone jest na urobek. Czasem morskie pogłębiarki chwytakowe wyposażone są także w dodatkowe dźwigi umieszczone na burtach. Pogłębiarki chwytakowe typu portowego są pontonem bez własnego napędu i zwykle wyposażone są tylko w jeden dźwig. Z uwagi na niską wydajność pogłębiarek chwytakowych wykorzystuje się je na akwenach, na których praca ich wydajniejszych odpowiedników jest utrudniona, np. w miejscu występowania kamienistego, bardzo spoistego czy też do wydobywania resztek budowli hydrotechnicznych
  - podwodne: stanowią odmianę pogłębiarek chwytakowych; mają postać podwodnego gąsienicowego pojazdu z ramieniem zakończonym chwytakiem (podobnie, jak koparka). Pojazd kierowany jest przez płetwonurka znajdującego się w kabinie pogłębiarki. Kabina może być typu „mokrego” (operator pracuje zanurzony w wodzie), jak i „suchego” (woda ze szczelnej kabiny jest wypompowana)
- pogłębiarki wieloczerpakowe (kubłowe) umożliwiają pogłębianie w sposób ciągły poprzez mechaniczne odspojenie gruntu. Charakterystyczną cechą budowy pogłębiarek tego typu jest duże wcięcie w płaszczyźnie symetrii kadłuba, zwykle na rufie, przez które przechodzi drabina czerpakowa z łańcuchem czerpakowym. Przemieszczanie pogłębiarki względem dna odbywa się poprzez motylkowanie lub wyjątkowo przez bruzdowanie.
- pogłębiarki ssące, których praca polega na zasysaniu wody i kawałków gruntu do rurociągu ssawnego podłączonego do pompy gruntowej. W celu łatwiejszego odspojenia gruntu, głowicę ssącą pogłębiarki wyposaża się w spulchniacz (hydrauliczny lub mechaniczny). Zassana mieszanina wody i gruntu (w ilości ok. 25% objętości tego drugiego) w komorze kamiennej odfiltrowywana jest z kamieni i większych przedmiotów, następnie przechodzi przez pompę gruntową i rurociągiem zostaje odprowadzona na miejsce składowania
  - refulujące, które urobek (refulat) na miejsce składowania odprowadzają pływającym rurociągiem
  - nasiębierne, które urobek umieszczają we własnych zbiornikach (hoppersach)
  - ssąco-nasiębierno-refulujące
- pogłębiarki kombinowane, łączące cechy pogłębiarek ssącej i chwytakowej lub ssącej i wieloczerpakowej